# Sablia pseudoprominens
Sablia pseudoprominens là một loài bướm đêm trong họ Noctuidae.